# رئاسة الشؤون الدينية التركية

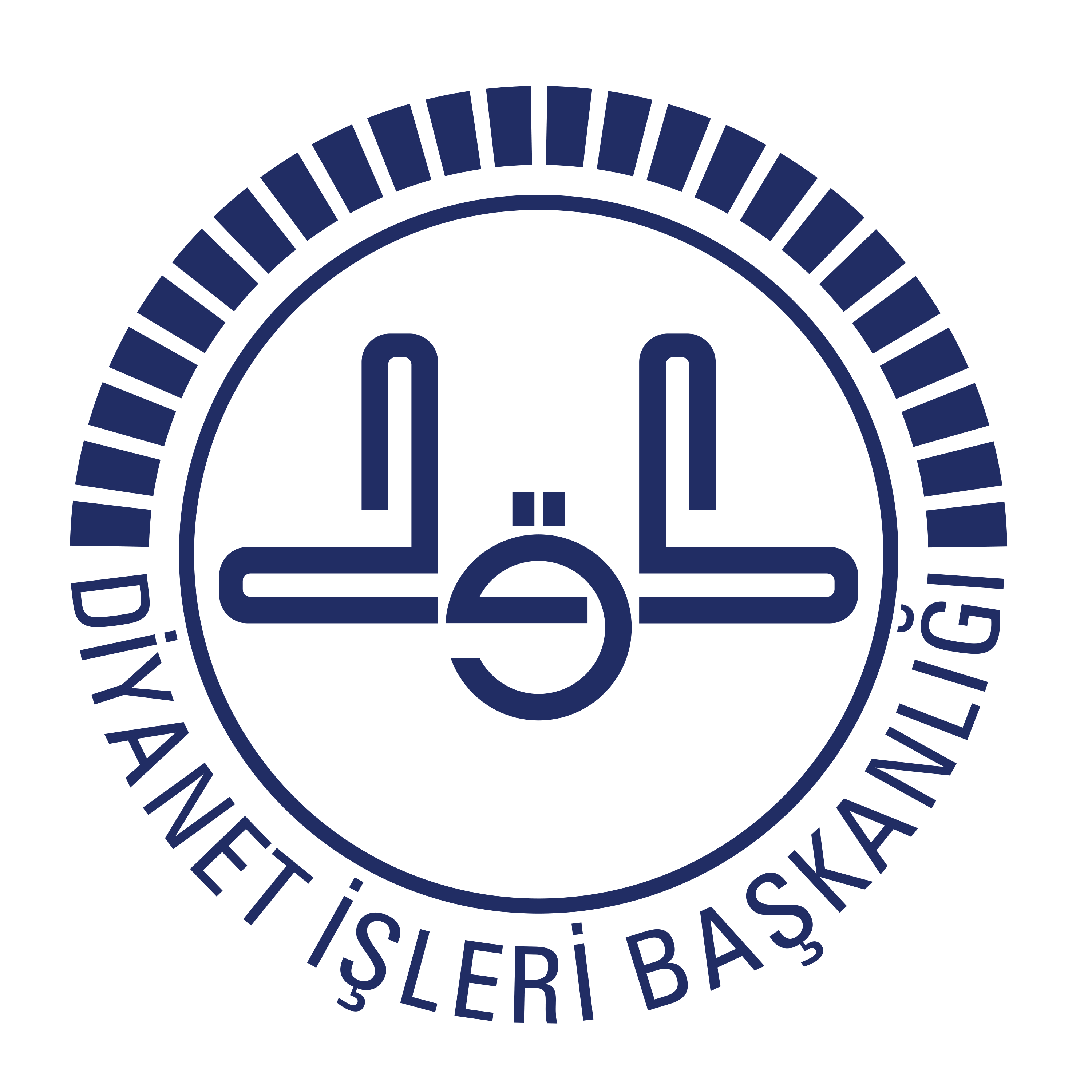

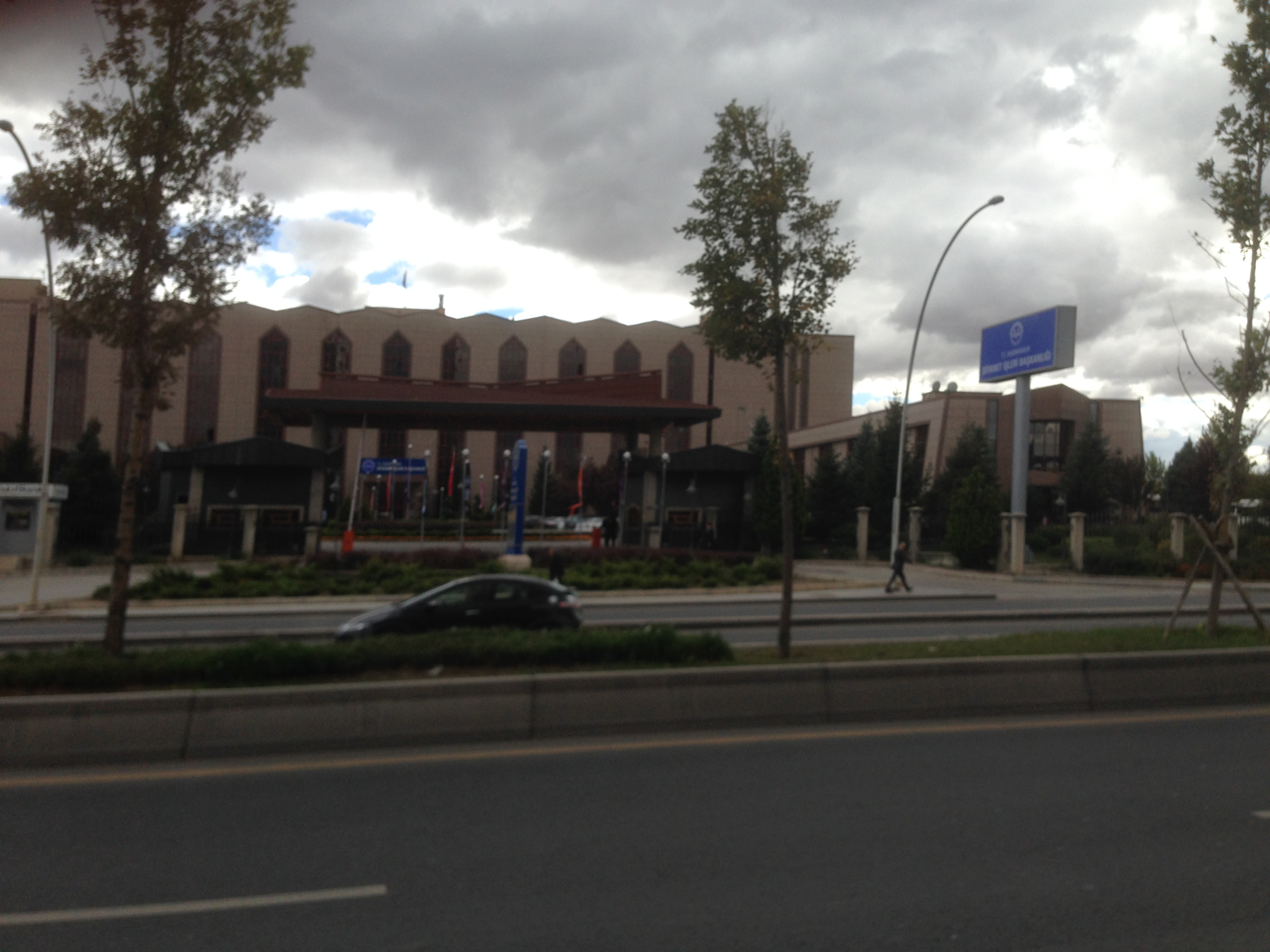
مقر الرئاسة في العاصمة أنقرة.

رئاسة الشؤون الدينية والمعروفة باسم ديانت، هي الجهة الرسمية المسؤولة عن إدارة الشؤون المتعلقة بالدين الإسلامي في تركية.
أسست وفق القانون رقم 429 الصادر في 3 مارس 1924 م. يرأسها اليوم علي أرباش خلفًا لـمحمد غورماز

## رؤساء الشؤون الدينية
| الاسم                    | بداية العهدة | نهاية العهدة |
| ------------------------ | ------------ | ------------ |
| محمد رفعت بوركجي         | 1924         | 1941         |
| محمد شرف الدين يالت قايا | 1941         | 1947         |
| أحمد حمدي أق سكي         | 1947         | 1951         |
| أيوب صبري خيرلي أوغلو    | 1951         | 1960         |
| عمر نصوحي بيلمان         | 1960         | 1961         |
| حسن حسني أردم            | 1961         | 1964         |
| محمد توفيق كرجك أر       | 1964         | 1965         |
| إبراهيم بدر الدين ألمالي | 1965         | 1966         |
| علي رضا حق سس            | 1966         | 1968         |
| لطفي دوغان               | 1968         | 1972         |
| لطفي دوغان               | 1972         | 1976         |
| سليمان أتش               | 1976         | 1978         |
| طيار ألتيكولاتج          | 1978         | 1986         |
| مصطفى سعيد يازجي أوغلو   | 1986         | 1992         |
| محمد نوري يلماز          | 1992         | 2003         |
| علي بارداق أوغلو         | 2003         | 2010         |
| محمد جورمز               | 2010         | 2017         |
| علي أرباش                | 2017         | الآن         |

## الأقسام
تنقسم الراسة إلى عدة أقسام إدارية وعملية
- رئاسة المجلس الأعلى للشؤون الدينية
- رئاسة مجلس القراءات ومراجعة المصاحف
- الخدمات الدينية
- الخدمات التعليمية
- خدمات الحج والعمرة
- المنشورات الدينية
- العلاقات الخارجية
- التوجيه والتفتيش
- المراقبة الداخلية
- التطوير الاستراتيجي
- الموارد البشرية
- الخدمات الإدارية

## وصلات خارجية
- موقع رئاسة الشؤون الدينية التركية - بالعربية